# La Foule (chanson)
Pour les articles homonymes, voir La Foule.
La Foule est une chanson enregistrée par Édith Piaf en 1958,. Les paroles sont de Michel Rivgauche et la musique d'Ángel Cabral. Il s'agit de l'adaptation de Que nadie sepa mi sufrir rendue populaire par des chanteurs argentins, et composée en 1936 par Ángel Cabral sur des paroles d'Enrique Dizeo. Après le succès de l'adaptation française, la version originale a été remise à la mode sous le titre espagnol Amor de mis amores. La chanson a été reprise par de nombreux artistes, en français comme en espagnol, mais aussi dans d'autres langues.

## Thématique
La chanson narre l'histoire d'une jeune femme, perdue dans une fête populaire, la foule est dense, tellement importante que les personnes qui la composent n'ont que peu d'emprise sur leur mouvement. Par un mouvement de foule, la jeune femme se retrouve dans les bras d'un inconnu. Tous deux impuissants, il se laissent emporter par la magie de cet instant, dansant au gré du mouvement de la foule. Il y a quelque chose qui se passe, peut-être le début d'un amour naissant, détruit quelques instants plus tard par un autre mouvement de foule qui sépare ceux qui venaient de se rencontrer. Malgré tous ses efforts, la foule l'emporte loin de cet inconnu que la foule lui a offert et aussitôt repris. Un inconnu qu'elle ne reverra jamais.

## Autres reprises
Amor de mis amores, qui poursuit sa propre histoire, et sa version française, La Foule, ont été reprises par de nombreux chanteurs ou groupes musicaux, notamment :
- Maurice Vittenet et son ensemble, La Foule (1958)[3]
- María Dolores Pradera, Que nadie sepa mi sufrir, accompagnée par un orchestre dans son album Sus Primeras Canciones, Vol. 1, sorti en 1965, réédité en 2016, remastérisé sur le quadruple CD La Colección Definitiva en 2017. Autre version, accompagnée à la guitare dans l'album collectif El Clan del Mariachi (Vol 7), réédité en 2017.
- Chava Alberstein, sur le Tubes Collection Album, en 1975 en hébreu, sous le nom « ḥyẇkym » (חיוכים,sourires)
- Susana Rinaldi, sur son album Buenos Aires... Paris paru en 1979[4]
- Paco, de son vrai nom François Berthelot[5], comme tube de l'été 1988.
- Mireille Mathieu, La Foule, sur son album Mireille Mathieu chante Piaf sorti en 1993, 2003 et 2012
- Yvette Horner, sur le disque Yvette Horner et les Cash, en 1995
- Catherine Ribeiro, sur son album Chansons de légende paru en 1997[6]
- Orquesta Aragón, Que nadie sepa mi sufrir, groupe cubain, sur le disque Cha Cha Charanga, en 1997.
- Cassita, produit pour une publicité de la marque Perrier en 1997
- Édith Lefel, La Foule, une version salsa dans son album hommage Édith Lefel chante Édith Piaf, en 1999
- Rumbanana, Amor de mis amores, sur l'album Ça, ça m'fait peur, 2000
- Guy Marchand, sous le titre Amor de mis amores, en 2002
- Omara Portuondo, Que nadie sepa mi sufrir sur le disque Flor de amor, en 2006
- Los Calchakis, Que nadie sepa mi sufrir (La Foule) sur leur album Danse avec le condor, en 2006
- Alain Barrière sur l'album Chansons françaises en 2007
- Los Machucambos, La Foule (Que nadie sepa mi sufrir), réédité remastérisé en 2007 sur la compilation The Very Best of Los Machucambos.
- Philippe Candelon, Que nadie sepa mi sufrir, sur le disque Camino de Santiago, en 2007
- Bernard Adamus, sur le disque Brun, en 2010.
- Grupo 5, Que nadie sepa mi sufrir, groupe de cumbia péruvienne
- La Sonora Dinamita, Que nadie sepa mi sufrir, groupe de cumbia colombienne
- Manu Dibango a repris la chanson sous son titre en français, La Foule, sur son album Balade en saxo, en 2013
- Arcadian, sous le titre La Foule en 2018
- Soondclub, sous le titre La Foule Remix en 2020. La création de ce titre fait suite à la demande de nombreux internautes après qu'une version raccourcie créée pour l'occasion a été utilisée comme bande sonore pour la publicité du sandwich McBaguette de la chaîne de restauration rapide McDonald's en 2020.
- En 1988 la chanson est enregistrée par le groupe americano-mexicain Los Lobos sur l'album La Pistola y el Corazón.
- Gims & Soolking, sous le titre Après vous madame
- Carmela Que nadie sepa mi sufrir, sur le disque Carmela with Paco Ibañez.
- Youn Sun Nah, sur le disque Elles en 2024[7]